# Anatoliy Beloglazov
Pour les articles homonymes, voir Beloglazov.
Anatoliy Beloglazov (en russe : Анатолий Алексеевич Белоглазов, Anatoli Alekseïevitch Beloglazov ; né le 16 septembre 1956 à Kaliningrad) est un lutteur soviétique.
C'est le frère jumeau de Sergey Beloglazov et il remporte un titre olympique en lutte libre, poids mouche, la même année que son frère en 1980 à Moscou.